# 25e cérémonie des Critics' Choice Movie Awards
La 25e cérémonie des Critics' Choice Movie Awards (ou BFCA Awards), décernés par la Broadcast Film Critics Association, a eu lieu le 12 janvier 2020 et récompense les films sortis en 2019. Elle est diffusée en direct sur la chaine américaine The CW.
Les nominations sont annoncées le 8 décembre 2019.

## Palmarès

### Meilleur film
- Once Upon a Time… in Hollywood
  - 1917
  - Le Mans 66 (Ford v Ferrari)
  - The Irishman
  - Jojo Rabbit
  - Joker
  - Les Filles du docteur March (Little Women)
  - Marriage Story
  - Parasite
  - Uncut Gems

### Meilleur réalisateur
- Bong Joon-ho pour Parasite
- Sam Mendes pour 1917
  - Noah Baumbach pour Marriage Story
  - Greta Gerwig pour Les Filles du docteur March (Little Women)
  - Joshua et Ben Safdie pour Uncut Gems
  - Martin Scorsese pour The Irishman
  - Quentin Tarantino pour Once Upon a Time… in Hollywood

### Meilleur acteur
- Joaquin Phoenix pour le rôle d'Arthur Fleck / Le Joker dans Joker
  - Antonio Banderas pour le rôle de Salvador Mallo dans Douleur et Gloire (Dolor y gloria)
  - Robert De Niro pour le rôle de Frank « The Irishman » Sheeran dans The Irishman
  - Leonardo DiCaprio pour le rôle de Rick Dalton dans Once Upon a Time… in Hollywood
  - Adam Driver pour le rôle de Charlie Barber dans Marriage Story
  - Eddie Murphy pour le rôle de Rudy Ray Moore dans Dolemite Is My Name
  - Adam Sandler pour le rôle d'Howard Ratner dans Uncut Gems

### Meilleure actrice
- Renée Zellweger pour le rôle de Judy Garland dans Judy
  - Awkwafina pour le rôle de Billi Wang dans The Farewell
  - Cynthia Erivo pour le rôle d'Harriet Tubman dans Harriet
  - Scarlett Johansson pour le rôle de Nicole Barber dans Marriage Story
  - Lupita Nyong'o pour le rôle d'Adelaide Wilson / Red dans Us
  - Saoirse Ronan pour le rôle de Joséphine « Jo » March dans Les Filles du docteur March (Little Women)
  - Charlize Theron pour le rôle de Megyn Kelly dans Scandale (Bombshell)

### Meilleur acteur dans un second rôle
- Brad Pitt pour le rôle de Cliff Booth dans Once Upon a Time… in Hollywood
  - Willem Dafoe pour le rôle de Thomas Wake dans The Lighthouse
  - Tom Hanks pour le rôle de Fred Rogers dans Un ami extraordinaire (A Beautiful Day in the Neighborhood)
  - Anthony Hopkins pour le rôle du pape Benoît XVI dans Les Deux Papes (The Two Popes)
  - Al Pacino pour le rôle de James Riddle « Jimmy » Hoffa dans The Irishman
  - Joe Pesci pour le rôle de Russell Bufalino dans The Irishman

### Meilleure actrice dans un second rôle
- Laura Dern pour le rôle de Nora Fanshaw dans Marriage Story
  - Scarlett Johansson pour le rôle de Rosie Betzler dans Jojo Rabbit
  - Jennifer Lopez pour le rôle de Ramona Vega dans Queens (Hustlers)
  - Florence Pugh pour le rôle d'Amy March dans Les Filles du docteur March (Little Women)
  - Margot Robbie pour le rôle de Kayla Pospisil dans Scandale (Bombshell)
  - Zhao Shuzhen pour le rôle de Nai Nai dans The Farewell

### Meilleur espoir
- Roman Griffin Davis pour le rôle de Johannes « Jojo » Betzler dans Jojo Rabbit
  - Julia Butters pour le rôle de Trudi Fraser dans Once Upon a Time… in Hollywood
  - Shahadi Wright-Joseph (en) pour le rôle de Zora Wilson / Umbrae dans Us
  - Noah Jupe pour le rôle de Otis Lort à 12 ans dans Honey Boy
  - Thomasin McKenzie pour le rôle de Elsa Korr dans Jojo Rabbit
  - Archie Yates (en) pour le rôle de Yorki dans Jojo Rabbit

### Meilleure distribution
- The Irishman
  - Scandale (Bombshell)
  - À couteaux tirés (Knives Out)
  - Les Filles du docteur March (Little Women)
  - Marriage Story
  - Once Upon a Time… in Hollywood
  - Parasite

### Meilleur scénario original
- Once Upon a Time… in Hollywood – Quentin Tarantino
  - Marriage Story – Noah Baumbach
  - Parasite – Bong Joon-ho et Han Jin-won
  - À couteaux tirés (Knives Out) – Rian Johnson
  - The Farewell – Lulu Wang

### Meilleur scénario adapté
- Les Filles du docteur March (Little Women) – Greta Gerwig
  - Un ami extraordinaire (A Beautiful Day in the Neighborhood) – Micah Fitzerman-Blue et Noah Harpster
  - Les Deux Papes (The Two Popes) – Anthony McCarten
  - Joker – Todd Phillips et Scott Silver
  - Jojo Rabbit – Taika Waititi
  - The Irishman – Steven Zaillian

### Meilleure photographie
- 1917 – Roger Deakins
  - The Lighthouse – Jarin Blaschke
  - Le Mans 66 (Ford v Ferrari) – Phedon Papamichael
  - The Irishman – Rodrigo Prieto
  - Once Upon a Time… in Hollywood – Robert Richardson
  - Joker – Lawrence Sher

### Meilleure direction artistique
- Once Upon a Time… in Hollywood – Barbara Ling et Nancy Haigh
  - Joker – Mark Friedberg et Kris Moran
  - 1917 – Dennis Gassner et Lee Sandales
  - Les Filles du docteur March (Little Women) – Jess Gonchor et Claire Kaufman
  - Parasite – Lee Ha-jun
  - The Irishman – Bob Shaw et Regina Graves
  - Downton Abbey – Donal Woods et Gina Cromwell

### Meilleur montage
- 1917 – Lee Smith
  - Uncut Gems – Ronald Bronstein et Ben Safdie
  - Le Mans 66 (Ford v Ferrari) – Andrew Buckland et Michael McCusker
  - Parasite – Yang Jin-mo
  - Once Upon a Time… in Hollywood – Fred Raskin
  - The Irishman – Thelma Schoonmaker

### Meilleurs costumes
- Dolemite Is My Name – Ruth E. Carter
  - Rocketman – Julian Day
  - Les Filles du docteur March (Little Women) – Jacqueline Durran
  - Once Upon a Time… in Hollywood – Arianne Phillips
  - The Irishman – Sandy Powell et Christopher Peterson
  - Downton Abbey – Anna Robbins

### Meilleur maquillage
- Scandale (Bombshell)
  - Dolemite Is My Name
  - The Irishman
  - Joker
  - Judy
  - Once Upon a Time… in Hollywood
  - Rocketman

### Meilleurs effets visuels
- Avengers: Endgame
  - 1917
  - Ad Astra
  - The Aeronauts
  - Le Mans 66 (Ford v Ferrari)
  - The Irishman
  - Le Roi lion (The Lion King)

### Meilleure musique de film
- Joker – Hildur Guðnadóttir
  - Us – Michael Abels
  - Les Filles du docteur March (Little Women) – Alexandre Desplat
  - Marriage Story – Randy Newman
  - 1917 – Thomas Newman
  - The Irishman – Robbie Robertson

### Meilleure chanson originale
- Glasgow (No Place Like Home) – Wild Rose
- (I'm Gonna) Love Me Again – Rocketman
  - I'm Standing With You – Breakthrough
  - Into the Unknown – La Reine des neiges 2 (Frozen II)
  - Speechless – Aladdin
  - Spirit – Le Roi lion (The Lion King)
  - Stand Up – Harriet

### Meilleur film en langue étrangère
- Parasite •  Corée du Sud
  - Atlantique •  Sénégal
  - Les Misérables (film, 2019) •  France
  - Douleur et Gloire (Dolor y gloria) •  Espagne
  - Portrait de la jeune fille en feu •  France

### Meilleur film d'animation
- Toy Story 4
  - Abominable
  - La Reine des neiges 2 (Frozen II)
  - Dragons 3 : Le Monde caché (How to Train Your Dragon: The Hidden World)
  - J'ai perdu mon corps
  - Monsieur Link (Missing Link)

### Meilleur film d'action
- Avengers: Endgame
  - 1917
  - Le Mans 66 (Ford v Ferrari)
  - John Wick Parabellum (John Wick: Chapter 3 – Parabellum)
  - Spider-Man: Far From Home

### Meilleur film de science-fiction ou d'horreur
- Us
  - Ad Astra
  - Avengers: Endgame
  - Midsommar

### Meilleure comédie
- Dolemite Is My Name
  - Booksmart
  - The Farewell
  - Jojo Rabbit
  - À couteaux tirés (Knives Out)

## Statistiques

### Nominations multiples
- 14 : The Irishman
- 12 : Once Upon a Time… in Hollywood
- 9 : Les Filles du docteur March
- 8 : 1917, Marriage Story
- 7 : Jojo Rabbit, Joker, Parasite
- 5 : Le Mans 66
- 4 : Scandale, Dolemite Is My Name, The Farewell, Uncut Gems, Us
- 3 : Avengers: Endgame, À couteaux tirés, Rocketman
- 2 : Un ami extraordinaire, Ad Astra, Downton Abbey, La Reine des neiges 2, Harriet, Judy, Douleur et Gloire, The Lighthouse, Le Roi lion, Les Deux Papes

### Récompenses multiples
- 4/12 : Once Upon a Time… in Hollywood
- 3/8 :  1917
- 2/3 : Avengers: Endgame
- 2/4 : Dolemite Is My Name
- 2/7 : Joker, Parasite